# Пирът на Валтасар
 Тази статия е за епизода от Библията.  За картината вижте Пирът на Балтазар (Рембранд ван Рейн).  
Пирът на Балтазар е епизод от библейската Книга на пророк Даниил.
В него владетелят на Вавилония Валтасар осквернява съдове от еврейския Соломонов храм, пиейки от тях по време на пир, след което магически появила се ръка изписва на стената думите „мене, текел, фарес“. Валтасар вика при себе си еврейския пророк Даниил, който тълкува чудото като пророчество, че дните на Валтасар са преброени. Според Библията още същата нощ Вавилон е превзет от мидийците и Валтасар е убит.